# Villanueva de Galletos
Villanueva de Galletos es un despoblado que actualmente forma parte del concejo de Pobes, que está situado en el municipio de Ribera Alta, en la provincia de Álava, País Vasco (España).

## Toponimia
A lo largo de los siglos ha sido conocido también con el nombre de Villanueva de Galletes.

## Historia
Documentado desde el siglo XIII, se desconoce cuándo se despobló.